# Benner House

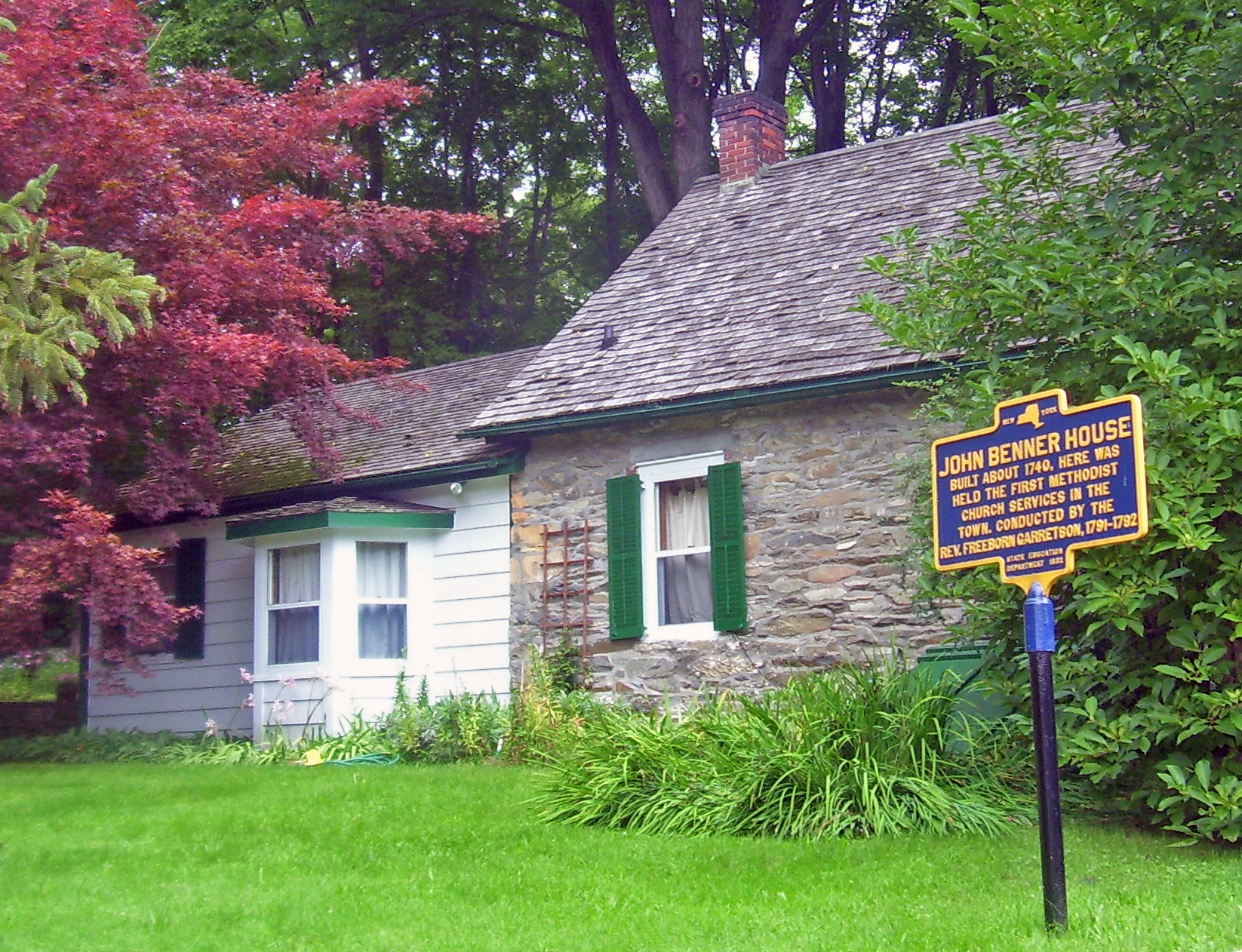
Teilansicht von Norden

Das Benner House ist ein Wohnhaus an der Mill Street im Village of Rhinebeck, New York in den Vereinigten Staaten. Das Haus liegt am U.S. Highway 9 und wurde in den 1730er Jahren von dem deutschen Auswanderer Johannes Benner erbaut.
Der Bau ist ein seltenes Beispiel eines Einraumwohnhauses aus Stein im Hudson Valley, das eher nach deutschen Bautraditionen anstelle niederländischer Gewohnheiten errichtet wurde. Es ist das einzige Haus dieser Bauart in Rhinebeck. Es wurde am 9. Juli 1987 in das National Register of Historic Places eingetragen.

## Gebäude
Das Benner House befindet sich an der unübersichtlichen Kreuzung von Mill Street und Route 9 am südlichen Rand des Ortes. Die rückwärtige Fassade an der Nordseite steht diagonal zur Mill Street, sodass sie für den südwärts gerichteten Verkehr auf dem Highway gut sichtbar ist. Das Grundstück ist weitgehend von Gehölzen bewachsen, vor dem Haus gestattet ein baumfreier Bereich den Blick auf die Straße und das Tal. Eine moderne Garage in Holzständerbauweise befindet sich an der nordwestlichen Ecke des Grundstückes und ist kein beitragender Bestandteil des Register-Eintrages.
Das rechteckige Haus hat ein Stockwerk und ein Satteldach. Eine asymmetrisch angeordnete Türe im niederländischen Stil befindet sich an der Vorderseite zum Süden hin, mit überhängendem Türsturz wie bei den benachbarten Fenstern. Sie liegt innerhalb einer Veranda mit Halbdach, leichtgebogenem Fries und quadratischen Pfosten, die sich über die gesamte Fassade erstrecken. An der Nordseite befindet sich ein Anbau mit Satteldach, das eine etwas stärkere Neigung hat und die beiden Fenster in der Attika des Haupttraktes darüber freilässt.

## Geschichte
Johannes Benner kam Anfang des 18. Jahrhunderts mit seinen Eltern und seinem Bruder aus Oberbayern in die Gegend. Der örtliche Überlieferung nach erbaut er oder ein anderes Mitglied seiner Familie das Haus um 1739, es wurden jedoch keine Aufzeichnungen gefunden, die diese Überlieferung bestätigt. Man geht außerdem davon aus, dass die ersten Treffen der örtlichen Methodisten-Gemeinde ein halbes Jahrhundert später, 1791–1792, in dem Haus stattfanden. Die älteste urkundliche Erwähnung des Hauses von 1797 nennt einen S. S. Myers als Eigentümer.
Um 1850 gehörte das Haus örtlich prominenten Landbesitzern, der Familie Livingston, die es als Nebengebäude für ihren nahegelegenen Herrensitz Grasmere nutzten. In der Zeit bis zum Beginn des 20. Jahrhunderts durchlief es eine ganze Reihe von Eigentümern. In dieser Zeit wurde es wohl auch als Volksschule verwendet. Veranda und Anbau wurden vermutlich Ende des 19. Jahrhunderts oder Anfang des 20. Jahrhunderts hinzugefügt, aber das genaue Datum ist nicht bekannt.